# Monocladum iranicum
Monocladum iranicum là một loài bọ cánh cứng trong họ Cerambycidae.